# Itálie na letních olympijských hrách
Itálie na letních olympijských hrách startuje od roku 1896. Toto je přehled účastí, medailového zisku a vlajkonošů na dané sportovní události.

## Účast na Letních olympijských hrách
| Dějiště LOH            | LOH      | Vlajkonoš                                                 | Zlatá medaile | Stříbrná medaile | Bronzová medaile | Celkem |
| ---------------------- | -------- | --------------------------------------------------------- | ------------- | ---------------- | ---------------- | ------ |
| 1896 Athény            | LOH 1896 | nebyl                                                     |               |                  |                  | 0      |
| 1900 Paříž             | LOH 1900 | nebyl                                                     | 2             | 2                |                  | 4      |
| 1904 St. Louis         | LOH 1904 | nebyl                                                     |               |                  |                  | 0      |
| 1908 Londýn            | LOH 1908 | Pietro Bragaglia                                          | 2             | 2                |                  | 4      |
| 1912 Stockholm         | LOH 1912 | Alberto Braglia                                           | 3             | 1                | 2                | 6      |
| 1920 Antverpy          | LOH 1920 | Nedo Nadi                                                 | 13            | 5                | 5                | 23     |
| 1924 Paříž             | LOH 1924 | Ugo Frigerio                                              | 8             | 3                | 5                | 16     |
| 1928 Amsterdam         | LOH 1928 | Carlo Galimberti                                          | 7             | 6                | 7                | 20     |
| 1932 Los Angeles       | LOH 1932 | Ugo Frigerio                                              | 12            | 12               | 12               | 36     |
| 1936 Německo           | LOH 1936 | Giulio Gaudini                                            | 8             | 9                | 5                | 22     |
| 1948 Londýn            | LOH 1948 | Gianni Rocca                                              | 8             | 11               | 8                | 27     |
| 1952 Helsinky          | LOH 1952 | Miranda Cicognani                                         | 8             | 9                | 4                | 21     |
| 1956 Melbourne         | LOH 1956 | Edoardo Mangiarotti                                       | 8             | 8                | 9                | 25     |
| 1960 Řím               | LOH 1960 | Edoardo Mangiarotti                                       | 13            | 10               | 13               | 36     |
| 1964 Tokio             | LOH 1964 | Giuseppe Delfino                                          | 10            | 10               | 7                | 27     |
| 1968 Ciudad de México  | LOH 1968 | Raimondo D'Inzeo                                          | 3             | 4                | 9                | 16     |
| 1972 Mnichov           | LOH 1972 | Abdon Pamich                                              | 5             | 3                | 10               | 18     |
| 1976 Montréal          | LOH 1976 | Klaus Dibiasi                                             | 2             | 7                | 4                | 13     |
| 1980 Moskva            | LOH 1980 | nebyl                                                     | 8             | 3                | 4                | 15     |
| 1984 Los Angeles       | LOH 1984 | Sara Simeoniová                                           | 14            | 6                | 12               | 32     |
| 1988 Soul              | LOH 1988 | Pietro Mennea                                             | 6             | 4                | 4                | 14     |
| 1992 Barcelona         | LOH 1992 | Giuseppe Abbagnale                                        | 6             | 5                | 8                | 19     |
| 1996 Atlanta           | LOH 1996 | Giovanna Trilliniová                                      | 13            | 10               | 12               | 35     |
| 2000 Sydney            | LOH 2000 | Carlton Myers                                             | 13            | 8                | 13               | 34     |
| 2004 Athény            | LOH 2004 | Jury Chechi                                               | 10            | 11               | 11               | 32     |
| 2008 Peking            | LOH 2008 | Antonio Rossi                                             | 8             | 9                | 10               | 27     |
| 2012 Londýn            | LOH 2012 | Valentina Vezzaliová                                      | 8             | 9                | 11               | 28     |
| 2016 Rio de Janeiro    | LOH 2016 | Federica Pellegriniová (zahájení) Daniele Lupo (ukončení) | 8             | 12               | 8                | 28     |
| 2020 Tokio             | LOH 2020 | Jessica Rossiová, Elia Viviani                            | 10            | 10               | 20               | 40     |
| 2024 Paříž             | LOH 2024 | Arianna Errigo, Gianmarco Tamberi                         | 12            | 13               | 15               | 40     |
| Celkem                 | 30       |                                                           | 229           | 201              | 228              | 658    |
| Zdroj na Olympedia.org |          |                                                           |               |                  |                  |        |